# Котлеба, Мариан
Мариан Котлеба (словац. Marian Kotleba; род. 7 апреля 1977, Банска-Бистрица) — словацкий политик. Председатель крайне правой партии «Котлебовцы — Народная партия Наша Словакия». С 24 ноября 2013 года по 4 декабря 2017 года занимал должность главы Банска-Бистрицкого края.

## Биография
Родился 7 апреля 1977 года в городе Банска-Бистрица. Учился в школе имени Йозефа Мургаша, затем в спортивной гимназии Банска-Бистрицы. После окончания гимназии поступил в университет Матея Бела, который окончил со степенью магистра в области педагогики, затем там же получил степень магистра в области экономики.
В 2003 году Мариан Котлеба основал партию «Словацкое единство». В 2007 году МВД Словакии запретило партии принимать участие в выборах. В 2009 году Котлеба участвовал в выборах главы Банска-Бистрицкого края, но получил лишь 10 % голосов. В 2013 году баллотировался на этот пост повторно, смог пройти во второй тур, получив 20 % голосов. Во втором туре выборов одержал победу, получив 55 % голосов.
Политологи назвали победу Мариана Котлебы «шоком», по их мнению она связана с широко распространёнными в регионе антицыганскими настроениями. До подведения итогов второго тура аналитики считали, что Котлеба практически не имеет шансов на победу, но всё же называли его попадание во второй тур «вызывающим беспокойство».
Незадолго до парламентских выборов 2016 года сменил название своей партии «Народная партия — наша Словакия» на «Котлеба — Народная партия Наша Словакия». Согласно предвыборным опросам партия могла рассчитывать на 1,5 %-2 % голосов, однако по итогам выборов она получила 8 % голосов, заняв таким образом пятое место и получив 14 мест в Национальном совете Словакии.
На выборах главы Банска-Бистрицкого края в 2017 году потерпел поражение от объединённого кандидата оппозиции.
В марте 2019 года принял участие в президентских выборах. Набрал 223 тысячи голосов (10,39 %) и занял 4-е место.
На парламентских выборах 2020 года его партия вновь набрала 8 %, заняла 4-е место и получила 17 мест в Национальном совете.
Был обвинён в демонстрации симпатии к движению, «направленному на подавление фундаментальных прав и свобод», путём публичного пожертвования различным семьям чеков на сумму 1488 евро.
12 октября 2020 года суд первой инстанции признал его виновным в более тяжком преступлении, чем ему было предъявлено обвинение (поддержка и пропаганда движения, целью которого является подавление прав и свобод человека, и совершение этого публично). Был приговорён к четырём годам и четырём месяцам лишения свободы в тюрьме строгого режима и автоматически лишился депутатского мандата. 5 апреля 2022 года Верховный суд изменил решение суда первой инстанции и признал его виновным в преступлении, в котором его первоначально обвиняли. Он получил условный срок в 6 месяцев лишения свободы с испытательным сроком полтора года.
Считается евроскептиком, антиамериканистом, поклонником Йозефа Тисо. После начала пандемии COVID-19 распространял в социальных сетях несколько теорий заговора и мистификаций, принял участие в теледебатах по телевидению, высказав антиковидную и крайне скептичную позицию.

## Взгляды
Взгляды Мариана Котлебы считаются экстремистскими, впрочем, судебному преследованию за экстремизм он никогда не подвергался. Симпатизирует Йозефу Тисо и Первой Словацкой республике, открыто осуждает цыган, словацкое национальное восстание, НАТО, США и Евросоюз.